# Beade
Beade – gmina w Hiszpanii, w prowincji Ourense, w Galicji, o powierzchni 6,4 km². W 2011 roku gmina liczyła 500 mieszkańców.